# Стевча Михаиловић
Стефан Стевча Михаиловић (Јагодина, јануар 1804 — Београд, 19. септембар 1888) био је српски политичар. Михаиловић је био председник Савета и председник Владе.

## Биографија
Родио се Стефан-Стевча (по једном извору) око 1807. године у селу Ратају, у Жупи, родном месту свог оца. Отац Михаило Јовановић изучио је у Нишу кујунџијски занат који је започео да ради у Јагодини. Учествовао је од 1804. године у Првом српском устанку, као буљукбаша борио се у свим великим бојевима са Турцима. Поставио га је 1816. године кнез Милош за општинског кнеза у Јагодини. Мајка Марија рођ. Басановић је родом из Крушевца, а кад је остала без оца прешла је породица у Јагодину. Узели су се 1795. године Михаило и Марија и током супружничког живота изродили су десеторо деце.
Године 1813. избегла је Стевчина породица у Банат, у околину Беле Цркве. Ту се он описменио код једног сеоског свештеника. Затим је основну школу похађао у Вршцу. Породица се вратила у Јагодину 1816. године. Наставио је школовање ту код "даскала" (учитеља) Стојадина Димитријевића. Када је 1818. године завршио образовање и стасао упустио се у трговину стоком и храном. Бавећи се трговином постао је богат и познат, па се настанио у Крагујевцу. Преко зета трговца Коце и оца Михаила дошао је у додир са кнезом Милошем којем се свидео, те је уживао његову подршку. Почетком 1829. године оженио се Мирјаном кћерком Јакова Обреновића, кад му је кумовао Аврам Петронијевић.
Под књазом Милошем био је прво од 1829. године ћумрукџија (царински чиновник) у Смедереву. Милош га је по потреби премештао преко Београда до Алексинца (1834). Умрла му је болна супруга 1836. године а он остаде сам у Алексинцу са троје мале деце. Постао је убрзо капетан и настанио се као удовац у Јагодини, где се показао способним и исправним старешином. У политички живот улази као народни посланик 1839. године када пада режим кнеза Милоша. Он као велики присталица Милоша Обреновића, остаје годину дана без државног посла. Убрзо по смиривању политичке буре, успешно је по државној потреби прегледао све мезулане, али је одбио место управника свих мезулана. За време прве владавине кнеза Михаила окружни начелник и то у Чачку, где се настанио. Године 1842. приликом Вучићеве буне у корист уставобранитеља, покушава да војском помогне кнезу, али без успеха. Провео је две године затвора, до 1844. године. Под кнезом Александром Карађорђевићем се у Јагодини бавио трговином.
На Светоандрејској скупштини 1858. године вођ је Обреновићеваца и предводи делегацију која од кнеза Александра тражи абдикацију. Он и Јеврем Грујић су тада вође српских либерала у скупштини. По повратку Милошевом 1860. године постаје председник Савета, док је под Михаилом у пензији.
Године 1875. постаје Михаиловић председник владе, као и следеће 1876. године. Ова друга Михаиловићева влада води оба ослободилачка рата са Турском и доводи Србију до територијалног проширења и независности на Берлинском конгресу.

## Задужбинар
Преминуо је у дубокој старости 1888. године у Београду, где је сахрањен уз високе почасти. После смрти његове треће жене Катарине 1898. године, посмртни остаци су му пренети у Јагодину. Сахрањен је у Јагодини, његова гробна црква је под заштитом државе, али се неколико деценија налази у запуштеном стању. Тестамент је саставио годину дана пре смрти, 28. августа 1887. године. Стевча је оставио српском народу своју кућу да се у њој уреди етнографска збирка. На прочељу куће стајао је натпис Задужбина Стевче Михајловића. У тој кући је 1904. године отворен Етнографски музеј. Срушена је 1938, на истом месту је планирана градња нове зграде за музеј, али овај је завршио у згради берзе. Написао је своје мемоаре, и наменио 1000 динара у злату да се одштампају. Књига под насловом Мемоари Стефана-Стевче Михаиловића у два дела, од 1813. до 1842. и од 1858. до 1867., изашла је из штампе 1928. године заслугом Живана Живановића.